# Hasse Thomsén
Hasse Evert Thomsén (Göteborg, 27 febbraio 1942 – 26 aprile 2004) è stato un pugile svedese.

## Palmarès
- Giochi olimpici

Monaco di Baviera 1972: bronzo nei pesi massimi.